# Femtosatelita
Femtosatelita, femto-satelita – rodzaj miniaturowego sztucznego satelity. Zalicza się do nich urządzenia o wadze poniżej 100 gramów. Do tej kategorii należy np. WikiSat V3.2 o wadze 17,6 grama.